# Berenika Kowalska
Berenika Kowalska (ur. 14 lutego 1989 w Lublinie) – polska malarka.

## Życiorys
Absolwentka wydziału malarstwa na Akademii Sztuk Pięknych im. Jana Matejki w Krakowie. Dyplom uzyskała w 2014 r. w pracowni interdyscyplinarnej prof. Zbigniewa Bajka. W 2010 r. studiowała na wydziale malarstwa na Akademii Sztuk Pięknych w Warszawie w pracowni Leona Tarasewicza, w ramach wymiany międzyuczelnianej „MOST” dla najlepszych studentów. W 2011 r. ukończyła studia na międzywydziałowej Otwartej Pracowni Projektowania Mody (Akademia Sztuk Pięknych w Krakowie & Pracownia Odzieży Artystycznej FAMA s.c.). Wielokrotnie wyróżniana za malarstwo, rysunek i tkaninę artystyczną przez Radę Wydziału ASP Kraków. Uczestniczyła w wielu wystawach zbiorowych i indywidualnych w Polsce i za granicą. W 2014 r. otrzymała stypendium Ministra Nauki i Szkolnictwa Wyższego. W latach 2015–2017 reprezentowała Polskę na Europejskim Biennale Młodych (JCE / JEUNE CREATION EUROPEENNE). W 2017 r. otrzymała stypendium artystyczne Ministra Kultury i Dziedzictwa Narodowego. W 2017 r. jej obraz został zakupiony do kolekcji Muzeum Narodowego w Gdańsku. W 2019 roku uczestniczyła w rezydencji artystycznej Shiro Oni Studio w Japonii. Mieszka i pracuje w Warszawie.

## Wystawy indywidualne
- 2018 How many colours make up your abstract painting – Polish Art Foundation Gallery, Warszawa
- 2017 Światłowód – BWA Zamość[4][5][6]
- 2015 Wystawa malarstwa – Galeria Stalowa & BWA Zamość, Zamość[7]
- 2015 Wystawa malarstwa „SELF” w Galerii Artrakt we Wrocławiu
- 2014 Wystawa wycinanek i tkaniny artystycznej „Zapomniane obrzędy ludowe” w Galerii Gardzienice w Lublinie[8]
- 2014 Wystawa malarstwa w Galerii Stalowa w Warszawie
- 2012 Wystawa w Kamienicy Szołayskich w Krakowie
- 2012 Wystawa rysunku „OBRZĘDY LUDOWE” w „Chili Smooth” w Krakowie

## Wystawy zbiorowe
- 2019 Kana Art Festival – Onishi, Japonia
- 2019 Młode malarstwo polskie/Kolekcja Muzeum Narodowego w Gdańsku – Fundusz Zakupowy Basila Alkazziego i Halimy Nałęcz – Pałac Sztuki, Muzeum         Narodowe, Gdańsk
- 2017 24h BRL/WAW – przestrzeń prywatna, Warszawa
- 2017 WARSCHAU IST FEMININ – „NEUKÖLLNER LEUCHTTURM” GALLERIE, Berlin
- 2016 JCE EUROPEAN BIENNALE OF YOUNG MODERN ART– Vra, Wrocław, Cesis, Como, Figures[9][10]
- 2015 JCE EUROPEAN BIENNALE OF YOUNG MODERN ART – Ville de Montrouge, Paris
- 2015 France 3 X YOUNG POLISH PAINTERS – La Xina A.R.T Gallery, Barcelona
- 2015 FINAŁOWA WYSTAWA KOMPASU MŁODEJ SZTUKI – Centrum Olimpijskie w Warszawie
- 2015 CIAŁA A RZECZY – Galeria Miejska we Wrocławiu
- 2015 8 KOBIET – Regionalne Towarzystwo Zachęty w Częstochowie
- 2014 STALOWE PLENERY MŁODYCH 2013 w galerii STALOWA w Warszawie SALON ZIMOWY w galerii STALOWA w Warszawie
- 2014 STRANGE STORIES – młode polskie malarstwo narracyjne w galerii STALOWA w Warszawie STRANGE STORIES w galerii „Meno forma” w Kownie, Litwa
- 2014 Najlepsze dyplomy ASP Kraków 2014 – Pałac Sztuki, Kraków
- 2014 Najlepsze dyplomy ASP 2014 w Polsce – Wielka Zbrojownia, Gdańsk
- 2014 „Niezła sztuka” w Galerii „Akademia w Bronowicach” w Krakowie
- 2014 Wystawa malarska „9 piętro” w Krakowie
- 2013 Wystawa zwycięskich kolekcji w międzynarodowym konkursie malarskim „MODESSQE” w filii Fabryki Trzciny w Warszawie
- 2013 Wystawa nagrodzonych prac malarskich w konkursie „NA DZIEŁO” w galerii ASP w Krakowie „KWIACIARNIA” podczas trwania Festiwalu Kwiatów w Otmuchowie
- 2013 Wystawa tkaniny artystycznej w galerii „Na piętrze” w Chrzanowie
- 2013 „SYNAJ 2012, KEMER 2012, ZAKYNTHOS 2013 – WYSTAWA POPLENEROWA” w galerii STALOWA w Warszawie
- 2013 OBLICZA AZJI w Muzeum Etnograficznym w Warszawie SALON ZIMOWY w galerii STALOWA w Warszawie